# Salix maccalliana
Salix maccalliana är en videväxtart som beskrevs av Willard Winfield Rowlee. Salix maccalliana ingår i släktet viden, och familjen videväxter. Inga underarter finns listade i Catalogue of Life.